# Каштру-Лаборейру
Каштру-Лаборейру (порт. Castro Laboreiro)  —  приход (фрегезия) в Португалии, входит в округ Виана-ду-Каштелу. Является составной частью муниципалитета  Мелгасу. По старому административному делению входил в провинцию Минью. Входит в экономико-статистический  субрегион Минью-Лима, который входит в Северный регион. Высшая точка составляет 1335 м над уровнем моря (горная цепь Пенеда). В приходе есть пограничный переход с Испанией, национальный парк Пенеда-Жереш. Население составляет 726 человек на 2001 год. Занимает площадь 89,29 км².